# Tensta filmförening
Tensta filmförening bildades i Tensta 1974 av Charalampos (Babis) Tsokas, Muammer Özer och Menelaos Carayannis.
Tensta filmförening producerade filmer om utanförskap för nyanlända, kvinnorättsfrågor etc.  Att kunna se sig själv representerad via olika mediakanaler var huvudsyftet med verksamheten.
Betongen som blommar (1982) blev en av de viktigaste bidragen föreningen gav ut, som fick stor spridning bland närområden, skolor och fritidsgårdar.
Efter att verksamheten avvecklades på 1990-talet så skrev en av medgrundarna Muammer Özer en opublicerad rapport om sin tid på Tensta filmförening, Att vara eller icke vara filmare–det är frågan ... Den förlorade generationen (2001), där en ambivalens uttrycktes över de rådande produktions- och distributionsförhållandena i Sverige.

## Produktioner[4]
- Monos (1974)[5]
- Dilemma (1974)
- Parallell (1978)
- Vill du följa med mig Martha? (1980)[6]
- Betongen som blommar (1982)
- Avskedet (1986)[7]
- Hemkomsten (1987)[8]
- Middagsgästen (1988)[9]
- Vi måste göra något (1989)[10]
- Främlingar (1991)[11]
- Julrosor (1993)[12]